# Вандалы
Ванда́лы (лат. Vandili, Wandali, Uuandali, греч. Βάνδαλοι), в древнегерманских языках Венделы (Wendel, Wentil) — древнегерманский союз племён, близкий готам, обретший известность в эпоху Великого переселения народов.
В позднем Средневековье вандалов стали ассоциировать с предками балтийских славян (вендами), заселившими в конце VII века земли, где до эпохи Великого переселения народов обитали германские племена вандалов.
Именем вандалов с конца XIX века стали называть людей, умышленно уничтожающих культурные и материальные ценности (вандализм). Хотя вандалы и разграбили в июне 455 года Рим, их поведение не сильно отличалось от принятого в то время — они скорее вывозили ценности, чем уничтожали их. Возможно, слава диких и бескультурных «варваров» связана с жестоким преследованием никейцев-ортодоксов и разрушением их церквей в вандальском королевстве на севере Африки.

## Ранняя история

### Письменные источники
Впервые имя вандалов назвал Плиний Старший в I веке. Плиний разделил германцев на 5 групп, первую из которых он назвал вандилиями (Vandili) и отнёс к ней бургундов, варинов, каринов и готов. По классификации Плиния вандалы относятся к группе северо-восточных германских племён.
О вандилиях упомянул и историк Тацит в сочинении «О происхождении германцев» (около 98 года), заметив, что это, видимо, подлинное древнее название одного из германских племён.
Александрийский географ II века Клавдий Птолемей составил фундаментальный труд по географии известных пределов мира. В главе, посвящённой Германии, Птолемей указал племя Silingae, в которых предполагают вандалов-силингов. Птолемей локализовал силингов в среднем междуречье Эльбы и Одера, к югу от соседей свевов-семнонов (Suevorum Semnonum). К востоку от силингов, вплоть до Вислы, располагались племена лугиев.
Автор VIII века Павел Диакон в «Истории лангобардов» приводит предание о войне вандальских вождей Амбри и Асси с лангобардами где-то в северной Европе. У обоих племён был единый бог, вандалы называли его Годан (древнегерманский бог войны Вотан (Один)).
Когда, по словам готского историка Иордана, готы из Скандинавии переправились на южное побережье Балтики, они сначала захватили земли ульмеругов (буквально островных ругов), а потом, примерно на рубеже I—II веков, подчинили их соседей вандалов. В течение года, по Иордану (со ссылкой на более раннего историка Дексиппа), племя вандалов переселилось из глубинной Германии к границам Римской империи.
К середине VI века у самих вандалов, мигрирующих веками по Европе и осевших в Африке, вероятно, не сохранилось легенд о первоначальном месте обитания. Византийский историк Прокопий Кесарийский общался с вандалами и сообщил следующие сведения по их ранней истории:
«Вандалы прежде жили около Меотиды [Азовского моря]. Страдая от голода, они направились к германцам, называемыми теперь франками, и к реке Рейну, присоединив к себе готское племя аланов.»

### Археология и топонимы
Историки локализуют вандалов в первые века нашей эры где-то в междуречье Одера и Вислы (территория Польши). Среди археологов продолжаются споры об этнической принадлежности археологических культур в тех местах в первые века нашей эры. Немецкие учёные относили носителей пшеворской культуры к германцам вандалам и лугиям, польские и советские археологи пытались доказать её славянское происхождение. Советский археолог В. В. Седов допускал германо-славянскую полиэтничность пшеворской культуры, однако большинство археологов в настоящее время признают её неславянский характер. Если пшеворская археологическая культура относится к вандалам, то это указывает на то, что вандалы обитали между Одером и Вислой ещё до начала нашей эры. Через их земли в I—II веках прошли мигрировавшие из Скандинавии готы, оставившие свой след в виде памятников вельбарской археологической культуры.
Предположительно от названия одного из вандальских племён силингов произошло название Силезия, района вокруг верховий Одера (современный юго-запад Польши). Историк на рубеже II—III веков Дион Кассий называет Исполиновы горы, которые отделяют Чехию от Силезии, Вандальскими.
Ряд топонимов в Швеции (Vendel) и Дании (Vendsyssel) могут указывать на возможную прародину вандалов. Адам Бременский называл Вендилой остров Веннсюссель-Тю на севере Дании, одноимённый город и район Vendsyssel (стародатск. Wændil). Хотя Веннсюссель-Тю (или Северо-Ютландский) является островом из-за пролива Лим-фьорд, традиционно он рассматривается как наиболее северная часть полуострова Ютландия. В древнегерманском эпосе «Беовульф» действует персонаж Вульфгар, вождь венделов и вассал датского конунга, что локализует венделов (древнегерманское название вандалов) где-то в Ютландии или рядом.
Этимология этнонима «вандалы» неясна, высказываются предположения о связи названия с индоевропейским корнем *wed-, обозначающим воду. В современных языках корень звучит как vand (дат.), vanduo (лит.), однако общепризнанной трактовки происхождения этнонима не существует.

### Этническая принадлежность
Византийский историк Прокопий Кесарийский по службе лично общался с разными варварами, участвуя в 530-х годах в войнах против них. Он не заметил особого отличия между вандалами и готами, относя их к единой группе готских племён:

«В прежнее время готских племён было много, и много их и теперь, но самыми большими и значительными из них были готы, вандалы, визиготы и гепиды, прежде называвшиеся сарматами, и меланхлены. Некоторые авторы называли их гетами. Все эти народы, как было сказано, отличаются друг от друга только именами, но во всём же остальном они сходны. Все они белы телом, имеют русые волосы, рослые и хороши на вид; у них одни и те же законы и исповедуют они одну и ту же веру. Все они ариане и говорят на одном языке, так называемом готском; и, как мне кажется, в древности они были одного племени, но впоследствии стали называться по-разному: по именам тех, кто были их вождями.»

Вандалы на ранней стадии представляли собой родственную группу племён с собственными вождями. Среди племён в хрониках разных лет отмечены асдинги, силинги и, возможно, лакринги. Иордан сообщал, что один из королей вандалов в начале IV века происходил из рода Астингов. Когда вандалы в 409 году ворвались в Испанию, они имели двух королей: один возглавлял просто вандалов (традиционно относимых к асдингам), а другой вандалов-силингов.
Цельных памятников вандальского языка не дошло; известно довольно много собственных имён и начало одной вандальской молитвы (froja armes — «Господи, помилуй»). Этих скудных сведений оказалось достаточно, чтобы составить почти полную фонетическую картину вандальского языка. Из них следует, что язык вандалов представлял самостоятельную ветвь восточной или готской отрасли германских наречий.

## II—III века
Во II веке племя вандалов приблизилось к бассейну реки Тисы. К востоку от вандалов обитали готы, на западе они граничили с маркоманами.
Маркоманские войны (167—180 гг.) затронули все придунайские провинции Римской империи, различные варварские племена вследствие начавшегося переселения народов почти одновременно атаковали границы империи. В 171 году вандальское племя астингов под началом 2 вождей просили разрешения поселиться в римской провинции Дакия (совр. Румыния и Венгрия). Когда римский наместник отказал, астинги, поручив ему свои семьи, захватили страну костобоков, враждебных Риму. Однако лакринги, боясь, что астинги поселятся на их землях, напали на астингов и разбили их. Тогда астингам разрешили поселиться на северо-западе Дакии в обмен на защиту римских владений.
Около 220 года вандалы упоминаются Дионом Кассием как племя, дружественное маркоманам (и видимо соседствующее), но в отношения которых императору Антонину удалось внести враждебность. С началом Скифской войны вандальское племя асдингов (Astringi) отмечено около 249 года среди участников похода на Фракию под началом готского короля Остготы.
В середине III века римляне были вынуждены эвакуироваться под напором варваров из Дакии, организовав линию обороны по Дунаю. Осевшие в Дакии племена вели между собой войны за захват лучших земель, совершали совместные набеги на имперские земли за Дунай. Римский император Аврелиан в 270-е годы сражается с вандалами в Паннонии. Разбив варваров, он разрешил им вернуться с миром за Дунай, обязав поставить в римскую армию 2 тысячи всадников. Историк Дексипп Афинский, рассказывая о переговорах с вандалами императора Аврелиана, сообщает, что 2 царя и старейшины (βασιλεΐς καί άρχοντες) варваров предоставили римлянам в качестве заложников своих детей. При этом Дексипп не заметил особых отличий между так называемыми царями и знатными богатыми вандалами, что характерно для общественных отношений военной демократии.
Немного позже снова с вандалами на Дунае сражается император Проб, какой-то части их он разрешил поселиться на римской территории. В то же время, в конце III века, отмечены войны вандалов с готами и тайфалами.

## IV век
Иордан сообщил о первом известном по имени короле вандалов Визимаре из славного рода Астингов. Визимар с большим числом своих соплеменников погиб в сражении с готским королём Геберихом на берегу реки Марош (левый приток Тисы). Битва произошла в 330-е годы. Оставшиеся в живых вандалы переселились при императоре Константине Великом (306—337) на правый берег Дуная в Паннонию (совр. Венгрия и Австрия), где жили как подданные Римской империи в течение 60 лет.
Во 2-й половине IV века теснимые гуннами готы двинулись на восточную часть Римской империи. В 378 году под Адрианополем они разгромили имперские войска и стали опустошать Грецию и Фракию. Вожди одного из готских племён Алатей и Сафрак устремились в Паннонию. По истории Марцеллина Комита гунны овладели Паннонией примерно в то же время. Под давлением гуннов и готов вандалы в 380-е годы двинулись из этой (или соседней) провинции далее на запад.
Иордан отмечает, что в эти годы император Грациан находился в Галлии для обороны её от вандалов.

## Разорение Галлии. 407—409 годы
В начале V века вандалы подошли к Рейну, где вступили в сражения с местными германскими племенами франков. В битве погиб король вандалов Годагисл (Godagisl) и с ним 20 тысяч соплеменников, как о том сообщил Григорий Турский со ссылкой на более раннего автора Фригерида:

«Между тем король аланов Респендиал, после того как Гоар [аланский вождь] перешёл на сторону римлян, отвёл своё войско от Рейна, так как в это время вандалы воевали с франками. Вандалы после гибели их короля Годегизила потеряли в этом сражении почти 20 тысяч человек, и они полностью были бы уничтожены, если бы к ним вовремя не подоспели на помощь аланы.»

У Григория Турского нет привязки по времени, когда произошла неудачная для вандалов битва, хотя он заметил, что Фригерид сообщил о ней вместе с описанием захвата Аларихом Рима, то есть ближе к 410 году. Обычно это сообщение относят к 406 году, когда другие источники зафиксировали вторжение вандалов, аланов и свевов в Галлию через Рейн. С другой стороны, Беда Достопочтенный заметил, что вандалы и аланы вторглись в Галлию, разбив франков. Возможно под победившими франками у Фригерида имелись в виду варварские войска узурпатора из Британии Константина, захватившего Британию, Галлию и Испанию у западноримского императора Гонория. Историк 2-й половины V века Зосим сообщил о вторжении в Галлию вандалов, свевов и аланов в 406 году. Сразу после этого он описывает разгром Константином варваров:

«Римляне завоевали победу, уничтожив большую часть варваров; однако они не преследовали тех, кто сумел вырваться (а иначе они перебили бы всех до единого человека) и, таким образом, дали им возможность восполнить потери за счёт набора других варваров, годных к бою.»

Один из наиболее крупных военачальников западной Римской империи Стилихон происходил по отцу из вандалов. Вероятно, этот факт послужил позднее для обвинений его в приглашении вандалов в Галлию, чтобы с их помощью передать императорскую власть своему сыну.
31 декабря 406 года вандалы, аланы, свевы и другие варварские племена вторглись через замёрзший Рейн в районе городов Майнца и Вормса в зажиточную римскую провинцию Галлию (будущую Францию).
Силы западной Римской империи были отвлечены из Галлии для защиты самой Италии. Летом 406 года под Флоренцией Стилихону удалось разгромить толпы германских варваров Радагайса, но со стороны Иллирии над Италией навис гот Аларих, который осадил Рим уже в 408 году и разграбил его в 410 году.
Вандалами-асдингами предводительствовал младший сын Годагисла Гундерих, ставший вместе со своим братом Гейзерихом новым вождём. По словам хрониста Идация в союзе варварских племён до 418 года главную роль играли аланы.
Поэт Ориенций описал вторжение коротко: «одним костром задымилась вся Галлия». Современники нашествия Орозий и Иероним сообщили, что относительно плотно населённая и богатая страна была полностью разорена толпами пришельцев.
Иордан полагает, что вандалы не стали оставаться в Галлии из-за страха перед готами и потому направились в ещё не тронутую варварскими нашествиями Испанию. Зосима же сообщил об успешном сражении Константина против варваров, после чего он стал укреплять крепости в Альпах и по Рейну, чтобы воспрепятствовать притоку свежих сил варварам. Военное давление и разорение Галлии определили движение вандалов в зажиточные римские провинции Испании.

## Захват Испании. 409—429 годы
В первые недели октября 409 года союзные вандалы, аланы и свевы перешли через Пиренеи в Испанию.
Набеги варваров облегчались сложной внутриполитической обстановкой в империи, недавно разделившейся на Западную и Восточную. В 410 году одновременно царствовали 6 правителей: законные императоры Гонорий на западе и Феодосий на востоке, отец и сын Константин и Констант в Галлии и Британии, Максим на севере Испании в Таррагоне, ставленник готского вождя Алариха Аттал в Риме. Варваров использовали в борьбе за власть, уступая им часть территорий.
По словам Исидора Севильского варварам удался прорыв в Испанию только после того, как самопровозглашённый император Константин казнил по подозрению в узурпации трона могущественных братьев Дидима и Верониана, которые с имперскими войсками защищали перевалы в Пиренеях. На самом деле братья пали жертвой борьбы Константина с Гонорием за власть в Испании. Константин одновременно сражался с варварами в Галлии и с войсками, верными Гонорию, в Испании, открывая тем самым дорогу варварам на юг.
Исидор так описал бедствия населения Пиренейский полуострова от пришельцев:

«Убивая и опустошая, вдоль и поперёк, они поджигали города и пожирали награбленные запасы, так что население от голода употребляло в пищу даже человечину. Матери ели своих детей; дикие звери, привыкшие насыщаться телами павших от меча, голода или мора, нападали даже на живых…»

Испанский епископ Идаций в своей хронике сообщает, что к 411 году пришедшие племена распределили по жребию территорию полуострова следующим образом: вандалы короля Гундериха заняли Галлецию (северо-запад Испании), свевы — «самый западный край у океанического моря» и часть Галлеции, аланы, как наиболее сильное племя разместились в провинциях Лузитании и Картахены, а вандалы-силинги с королём Фридубальдом (Fredibalum) выбрали себе Бетику (юг Испании). Север Испании, Тарраконовая провинция, осталась под контролем Римской империи. Местные жители, остававшиеся в укреплённых городах, подчинились пришельцам. Однако после того, как земли были разделены, варвары по словам уроженца Испании Орозия: «сменили мечи на плуги и к остальным римлянам благоволили как к друзьям и союзникам, так как находились среди них некоторые римляне, которые предпочитали бедную свободу среди варваров податным тяготам среди римлян».
В 415 году в Испанию ворвались готы под предводительством Атаульфа, завязав сражения с вандалами. В том же году королём готов стал Валия, который в 418 году:

«устроил грандиозную бойню варваров во имя Рима. Он разгромил в битве вандалов-силингов в Бетике. Он уничтожил аланов, которые правили вандалами и свевами, так основательно, что когда их король Атакс был убит, немногие, кто выжил, забыли имя своего королевства и подчинились королю вандалов из Галисии Гундериху.»

Короля вандалов-силингов Фридубальда Валия отправил пленником западно-римскому императору Гонорию, а само племя было практически полностью уничтожено. Возможно тогда король вандалов-асдингов Гундерих приобрёл титул короля вандалов и алан.
Когда готы удалились в Галлию, Гундерих напал в 419 году на соседей свевов. После этого он оставил гористую Галисию и направился в более богатую Бетику, опустевшую после истребления там силингов.
В 422 году вандалы разгромили римскую армию, посланную под началом римского главнокомандующего (magister militum) Кастина в Испанию и усиленную готами-федератами.
После смерти Гундериха в 428 году новым королём стал его брат Гейзерих (Geisarix), правивший в течение 49 лет. На следующий год в мае 429 года вандалы и аланы покинули Испанию, переправившись через Гибралтар в Африку.

## Королевство вандалов и аланов в Африке. 439—534 гг
О причинах, побудивших вандалов перебраться в северную Африку, источники расходятся. Кассиодор связывал переселение вандалов с приходом в Испанию везеготов. Большинство других авторов передавали версию, что вандалы пришли по приглашению римского наместника в Ливии, комита Африки Бонифация, который решил узурпировать власть в африканских провинциях и призвал на помощь варваров, обещая им 2/3 территории. В 429 году Гибралтар пересекло 80 тысяч человек под предводительством короля Гейзериха. После ряда сражений с войсками Бонифация и империи, вандалы захватили ряд провинций. По мирному договору 435 года император Запада Валентиниан III признал за вандалами их приобретения в обмен на ежегодную дань империи.
Однако 19 октября 439 года вандалы в нарушение договора захватили Карфаген, ставший резиденцией их короля. Этот день считается датой основания королевства вандалов и аланов, которое охватывало территории современных Туниса, северо-восточного Алжира и северо-западной Ливии. Романизированное население провинций изгонялось с земли или обращалось в рабов и слуг. Местные берберские племена маврусиев (мавров) подчинялись или вступали в союзнические отношения с вандалами.
В 442 году империя по новому мирному договору признала расширение вандальского королевства. Воспользовавшись внутренними смутами в Западной Римской империи, Гейзерих в последующие годы снова нарушил договор, захватив у империи Мавританские провинции, Сардинию, Корсику, Балеарские острова вблизи Испании, позже была подчинена Сицилия. Наиболее известным предприятием Гейзериха стал захват и разграбление Рима в июне 455 года, благодаря чему в новое время возник термин «вандализм». Под влиянием успехов у вандалов, в отличие от других ранних германских государств, королевская власть стала абсолютной. Феодальные отношения при Гейзерихе вытеснили остатки военно-племенной демократии.
Совместная попытка Западной и Византийской империй покончить с вандалами в 468 году при византийском императоре Льве I завершилась уничтожением вандалами имперского флота. Гейзерих успел увидеть распад Западной Римской империи, превратившейся в арену борьбы германских вождей за право создать собственные королевства. При Гейзерихе вандалы начали чеканку собственных монет в Карфагене, пока ещё по старым образцам с изображением императора Гонория. В документах используется латинский язык, в среду варваров проникает римская культура. Чтобы не подпасть под влияние Рима и романизированного городского населения Северной Африки, Гейзерих придерживается строго арианской веры, преследуя католическое духовенство. Борьба между варварами-арианами и католиками стала основным внутренним конфликтом королевства вандалов и аланов на долгие годы.
После Гейзериха последовательно правили его сын Хунерих (477—484), Гунтамунд (484—496), Тразамунд (496—523), Гильдерих (523—530). При Гильдерихе, сыне римской принцессы Евдокии, вандальское королевство потеряло свой варварский характер и боевой дух. Прокопий назвал вандалов «самыми изнеженными» из всех варваров, с которыми сражались византийцы. Гильдерих первым из вандальских королей был свергнут последним вандальским королём Гелимером (530—534).
Летом 533 года полководец византийского императора Юстиниана Великого Велизарий высадился с 15-тысячной армией в Северной Африке. В первом же сражении он разгромил по частям войско вандалов и захватил их столицу Карфаген. В марте 534 года в плен сдался сам Гелимер. См. подробнее в статье Вандальская война.
Ставшее одним из первых германских государств королевство вандалов и аланов с почти 100-летней историей прекратило существование. Северная Африка перешла под власть Византии, из 2 тыс. пленных вандалов были сформированы 5 отрядов для войны с персами. Византийские солдаты, большей частью из варваров, разобрали вандальских женщин в жёны. Византийский наместник в Северной Африке выслал неблагонадёжных вандалов за пределы Ливии. Остатки вандалов бесследно растворились среди гораздо более многочисленного туземного населения Северной Африки.

## Вандалы, венды, славяне. VIII—XVI века

### Отождествление вандалов с аварами и вендами
Спустя несколько сотен лет после падения королевства вандалов, с окончанием эпохи тёмных веков, в Западной Европе просыпается интерес к историографии. Создаются национальные летописи, данные хроник и исторических трудов пересказываются в повествовательном жанре, отсутствие письменных источников средневековые писатели заменяют устными легендами и подчас домыслами. Племя вандалов оставило заметный след в истории Великого переселения народов, набеги вандалов и особенно разграбление Рима в 455 году пробуждали интерес к этому народу, который в последние десятилетия своей истории оказался географически оторван от других германских племён.
С VIII века в трудах западноевропейских хронистов имя исчезнувших вандалов было перенесено на западных славян — вендов. Преемственность обосновывается по двум линиям: географической — вандалы в первые века нашей эры обитали на землях, позднее занятых славянскими племенами, и лингвистической — названия вандалов (Wendel, Wentil) в древнегерманских языках были близки к вендам (Wenden), средневековому названию западных славян в германских языках.
«Вандалами» названы убийцы проповедников Марина и Аниана в 697 году. В VIII веке в Аламаннских анналах швабского происхождения под 796 годом описывается поход Пипина, сына Карла Великого, против аваров: «Pipinus… perrexit in regionem Wandalorum, et ipsi Wandali venerunt obvium». Здесь вандалами названы авары, занявшие во второй половине VI века места в Дакии и Паннонии, где когда-то обитали вандалы-германцы. О том, что поход был именно против аваров, сообщают другие хроники. Более поздняя хроника XI века, Санкт-Галленские анналы, повторяет это сообщение, так же называя аваров вандалами.
В Аламанских анналах западные славяне-венды тоже названы вандалами.
Барийские анналы под 1027 годом упоминают русов и вандалов в составе византийского войска в Италии, отправленного императором против норманнов.

### Отождествление вандалов с поляками и русскими
С конца X века предпринимаются попытки ассоциировать вандалов с поляками, позже — с русскими.
Около 990-го года Герхард из Аугсбурга в жизнеописании святого Ульриха назвал польского князя Мешко I как dux Wandalorum. Хронист XI века Адам Бременский уточняет, что вандалами называли славян в прежние времена.
В легендарном виде происхождение поляков от вандалов изложено в Великопольской хронике, памятнике XIII века:

«Ванда, получив от алеманов клятвы в верности и вассальной зависимости, вернувшись домой, принесла богам жертвоприношения, соответствующие её великой славе и выдающимся успехам. Прыгнув в реку Вислу, воздала должное человеческой природе и переступила порог подземного царства. С этих пор река Висла получила название Вандал по имени королевы Ванды, и от этого названия поляки и другие славянские народы, примыкающие к их государствам, стали называться не лехитами, а вандалитами.»

Автор Великопольской хроники использовал популярные сочинения XIII века, в которых Аттила представал вождём славян, a венгры были тоже славянским народом.
Монах-францисканец Гийом де Рубрук читал, вероятно, те же самые сочинения. В описании своего путешествия к татарскому хану в 1253 году он заметил: «Язык русских, поляков, чехов и славян один и тот же с языком вандалов, отряд которых всех вместе был с гуннами.»
В начале XVI века Европа испытывает интерес к освободившейся из-под татарского ига Московской державе, загадочной для Запада. Появляются сочинения (Н. Маршалк, 1521 г.; С. Герберштейн, 1549 г.; А. Кранц, 1601 г.; К. Дюре, 1613 г.; Ф. Я. Спенер, 1677 год), где вандалов через варягов выводят предками русских. Преемственность выводится как умозаключения авторов, в рамках средневековой традиции вольно развивающих доступные им источники. В сочинении 1601 года «Славянское царство» Мавро Орбини цитирует обширную библиографию, по которой «коль скоро вандалы настоящие готы, нельзя отрицать и того, что славяне также являются готами. Многие известные писатели подтверждают, что вандалы и славяне были одним народом.» При этом Орбини в обоснование распространённой в то время точки зрения о едином происхождении вандалов и славян ссылается на многие утраченные ныне труды средневековых писателей и в то же время даёт сравнительный анализ 181 слова из «вандальского», «славянского» и русского языков.
Смешивание вандалов и славян ещё встречается в трудах историков XVIII века, например, в популярной книге Э. Гиббона «История упадка и разрушения Римской империи» (1776—1787). Определённый интерес в этом плане представляют вышедшая в 1725 году в Амстердаме «История рутенов», генеалогические изыскания немецких учёных И. Хюбнера (1725), С. Бухгольца (1753) и М. И. фон Бэра (1759). В. Н. Татищев в «Истории Российской» под вандалами подразумевал поморских славян в Польше.

## Список королей вандалов-асдингов
- Визимар (330-е годы). Погиб в сражении с готами в Дакии.
- Годагисл (—407) — при нём вандалы вторглись в Галлию. Погиб в сражении.
- Гундерих (407—428) — младший сын Годагисла. При нём вандалы захватили Испанию.
- Гейзерих (428—477) — старший сын Годагисла от наложницы. Создатель королевства вандалов и аланов в северной Африке, при нём вандалы разграбили Рим в 455.
- Хунерих (477—484) — сын Гейзериха, женатый на западно-римской принцессе.
- Гунтамунд (484—496) — племянник Хунериха, внук Гейзериха.
- Тразамунд (496—523) — брат Гунтамунда, внук Гейзериха.
- Хильдерих (523—530) — сын Хунериха, внук Гейзериха. Убит родственником Гелимером.
- Гелимер (530—534) — правнук Гейзериха, последний король вандалов. Взят в плен византийцами.

Кроме того, известен король вандалов-силингов Фридубальд, пленённый готами в 416 году.